# Tambak (Karangdowo)
Tambak is een bestuurslaag in het regentschap Klaten van de provincie Midden-Java, Indonesië. Tambak telt 1491 inwoners (volkstelling 2010).